# Нахичевань (аэропорт)
Международный аэропорт Нахичевань (азерб. Naxçıvan Beynəlxalq Hava Limanı) — аэропорт одноимённого города в Нахичеванской Автономной Республике Азербайджана. Находится в 5 км к юго-востоку от города Нахичевань и является единственными воздушными воротами этого эксклава Азербайджана.

## История
Строительство аэропорта было начато 31 октября 1974 года. Нахичеванский аэропорт был построен в 1976 году. Аэропорт принимал самолёты 3-го класса (типа Як-40, Ан-24). Рейсы из аэропорта выполнялись только в Баку.
В период блокады Нахичевани во время карабахского конфликта аэропорт являлся единственным способом связи Нахичевани с внешним миром.
В 1992 году была удлинена взлётно-посадочная полоса, в результате чего аэропорт получил возможность принимать самолёты Ту-134 и Ту-154.
В 2002—2004 годах была проведена реконструкция. Был построен новый аэровокзал. Построена новая взлётно-посадочная полоса из монолитно-бетонной конструкции. 
В апреле 2004 года Нахичеванский аэропорт получил статус международного аэропорта.
На ноябрь 2020 года выполнялись регулярные авиарейсы в Баку, (Международный аэропорт Гейдар Алиев (код GYD), авиакомпания AZAL) и Стамбул, Турция (Аэропорт Стамбула - Istanbul Airport (код IST), авиакомпания Turkish Airlines).
7 апреля 2014 года было открыто новое административное здание аэропорта. В здании располагаются службы технического обслуживания воздушных судов, управления воздушным движением, авиации-метрологии.

## Общие сведения
Аэропорт осуществляет пассажиро- и грузоперевозки. 
Территория аэродрома составляет 276.6 гектар. Поверхность искусственного покрытия — 25 гектар. На перроне расположено 10 стоянок.
Аэропорт способен принять 450 — 500 пассажиров в час.

Здание Нахичеваньского международного аэропорта

На январь 2024 года из аэропорта осуществляются рейсы в Баку, Гянджу, Стамбул, Москву.
На территории аэропорта расположен карго терминал площадью 24 447,24 м2. Пропускная способность терминала составляет 100 тонн груза в день. Действуют две холодильные камеры ёмкостью 600 м3.
Осуществляется контроль над орнитологической ситуацией.
Действует Авиационный учебный центр.
Аэропорт сертифицирован в соответствии с требованиями Международной организации гражданской авиации.
В 2023 году аэропорт обслужил 744 тыс. пассажиров.

## Взлётно-посадочные полосы
В аэропорту две взлётно-посадочные полосы.
Эксплуатируется полоса 14 R-32 L с бетонным покрытием.
Вторая полоса, 14 L – 32 R, используется для руления.
Грузоподъёмность взлётно-посадочной полосы — до 400 тонн.

## Принимаемые типыВС
Аэропорт способен принимать все типы воздушных судов весом до 400 тонн. 
Классификационное число ВПП (PCN) — 150/R/A/W/T.

## Происшествия
5 декабря 1995 года после вылета из аэропорта Нахичевань разбился пассажирский самолёт Ту-134 авиакомпании AZAL. При наборе высоты у самолёта отказал один из двигателей. В результате ошибочных действий экипажа был отключён второй, исправный двигатель. Экипаж попытался посадить самолёт в поле, но отводя самолёт от жилых кварталов был превышен допустимый угол крена. Самолёт начал терять высоту, и столкнулся с землёй в 3,5 км от торца ВПП аэропорта Нахичевань. Погибли 52 человека, были ранены 30.